# Vaffanculo (singolo)
Vaffanculo è un singolo del cantante italiano Marco Masini, pubblicato nel 1993 come primo estratto dall'album T'innamorerai.

## Descrizione
Scritto con Giancarlo Bigazzi e Giuseppe Dati, il singolo è stato pubblicato in edizione limitata per il mercato italiano.
Dichiaratamente autobiografica, la canzone racconta le difficoltà che ha avuto Masini prima di diventare famoso con i discografici e anche dopo il successo a causa dell'immagine che gli era stata dipinta addosso da alcuni giornalisti e da alcuni personaggi del mondo dello spettacolo. È inoltre considerata un urlo generazionale, un grido per cambiare e reagire ai difficili anni '90 che si stavano vivendo. Il verso «Caro mio peggior nemico / travestito da santone» secondo alcuni sarebbe stato un riferimento al giornalista musicale Red Ronnie, ma Masini smentì con decisione, salvo poi molti anni dopo fare intendere il contrario e scherzarci su con lo stesso Red Ronnie.
Il videoclip è stato diretto da Stefano Salvati.
Per via del titolo, che viene ripetuto continuamente da Masini e nel ritornello anche da alcuni coristi (come Emanuela Cortesi, Danilo Amerio, Francesca Alotta, Marcello De Toffoli, Leonardo Abbate, Massimo Rastrelli, Francesca Balestracci), la canzone creò un piccolo "caso": nonostante il prevedibile imbarazzo nel trasmettere il brano per le radio e il video per i canali televisivi, ebbe comunque un notevole successo e rimane ad oggi uno dei singoli più rappresentativi della discografia di Masini.
Masini pubblicò due anni dopo un altro singolo che creò un analogo imbarazzo: Bella stronza. 
Nel 2016 Masini la reinterpreta in versione rap in duetto con Grido nel suo album Segnali di fumo.
Nel 2020 il brano viene reinterpretato in duetto con Luca Carboni e pubblicato nell'album Masini +1 30th Anniversary.

## Tracce
1. Vaffanculo (House) – 6:27
2. Vaffanculo (Rock) – 6:27
3. Vaffanculo (Radio Edit) – 5:20
4. Vaffanculo (strumentale) – 6:27
5. Vaffanculo – 4:54